# Agnieszka Skrzypulec
Agnieszka Skrzypulec (Stettino, 3 giugno 1989) è una velista polacca.
Ha partecipato ai Giochi di Londra 2012, Rio de Janeiro 2016 e di Tokyo 2020, in quest'ultima dove ha vinto la medaglia d'argento, gareggiando nella specialità della Classe 470.